# Ada Negri
Ada Negri (* 3. Februar 1870 in Lodi, Italien; † 11. Januar 1945 in Mailand) war eine italienische Schriftstellerin, die vor allem durch ihr lyrisches Frühwerk zu sozialen Themen bekannt wurde.

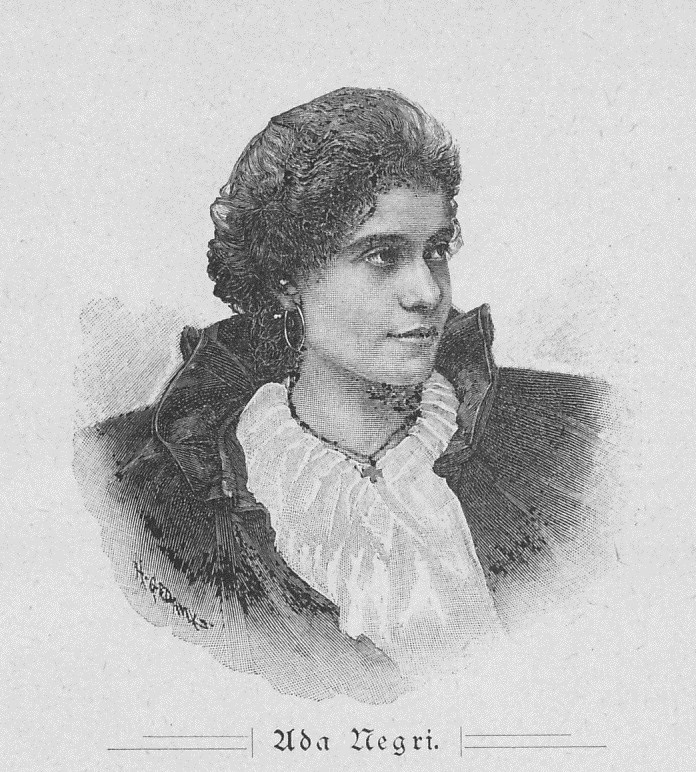
Ada Negri

## Leben und Werk
Ada Negri entstammte ärmlichen Verhältnissen; der früh verstorbene Vater war Hilfsarbeiter, die Mutter Textilarbeiterin. Dank der Unterstützung der Mutter konnte Ada dennoch studieren und Volksschullehrerin werden. Ab 1888 unterrichtete sie eine 80-köpfige Volksschulklasse in Motta Visconti (bei Pavia). In dieser Zeit erschienen ihre ersten Gedichte in Tageszeitungen, die ein Verleger schließlich zu dem Band Fatalità (1892) versammelte; die in der Dichtung dieser Zeit neue soziale Dimension machte Ada Negri in kurzer Zeit – auch über die Grenzen Italiens hinaus – berühmt.
Im Vorwort zur 5. Auflage (1900) der bereits zwei Jahre später erstmals erschienenen deutschsprachigen Ausgabe Schicksal schreibt die Übersetzerin:

„Man weiß, welchen Eindruck dieses kleine Buch in Italien machte und wie Ada Negri dadurch mit einem Schlage in die Reihe der ersten lebenden Dichter ihres Vaterlandes trat. – Eine Wendung ihres Geschickes bereitete sich vor. Auf Veranlassung einer edlen, für alles Hohe begeisterten Frau, Emilia Peruzzi in Florenz, bekam Ada Negri den Ehrensold, den vor ihr die neapolitanische Dichterin Giannina Milli erhalten hatte, d. h. auf zehn Jahre die Summe von 1700 Lire jährlich. Zugleich wurde sie als Lehrerin der Literatur an die Scuola Normale Gaetana Agnesi in Mailand berufen, eine Art Seminar, in dem junge Mädchen zu Lehrerinnen ausgebildet werden.“

„Wenn es Poesie gibt, die von Allen empfunden wird, dann ist es die von Ada Negri, welche besonders modern und volksfreundlich ist. In ihr liegt die stürmische Gegenwart, hier schwillt wirklich die unendliche Woge von Stimmen, welche uns mit Staunen und Mitleid erfüllen, uns zum Enthusiasmus entflammen und bis zum Tode betrüben.“

„Mein Gefühl glich der Verwunderung und dem Entzücken, mit dem man auf einem gewohnten Spaziergange, etwa über eine Wiese hin, plötzlich ein Nest von Blumen dastehen sähe, deren Schönheit in Farbe und Form uns völlig
neu wäre. Nichts Wunderliches, Seltsames, Grelles in diesen Blüthen, sondern einfache Schönheit. Schönheit der Gedanken, der Sprache, der Empfindung. Und zugleich ein Duft, der ein Gefühl kindlicher Freude am Dasein, gemischt mit rührendem, aber sanftem Schmerze über eigenes und fremdes Schicksal, ausspricht. Hierin zumal liegt das uns vertraulich ansprechende ‚Moderne‘ dieser Dichtungen.“

In ihrem zweiten Gedichtband Tempeste (1894, deutsch Stürme, 1896) lieh Ada Negri den Armen, Entrechteten und Benachteiligten mit ihrer kraftvollen Lyrik ebenfalls eine Stimme. Im März 1896 heiratete sie den wohlhabenden Fabrikbesitzer Federico Garlanda; 1904 kam die gemeinsame Tochter Bianca zur Welt (eine zweite Tochter starb bald nach der Geburt). Dennoch bleibt Ada Negris lyrischer Impetus auch in ihrem dritten Gedichtband Maternità (1904, deutsch Mutterschaft, 1905) – trotz der titelgebenden neuen Dimension in ihrem Leben – weiterhin kämpferisch:
Weihnachtswiegenlied

[…] und morgen verkünden beim Dämmerungsrot

    die Glocken: Friede auf Erden und Brot

und den Menschen ein Wohlgefallen! … doch

ist alles nur schreckliche Lüge noch.

[…] zu Millionen stehn auf eines Tages sie all,

    mit Blitzesgefunkel und Donnerschall,

die Propheten, und von ihren Streichen fällt

zertrümmert, vernichtet die alte Welt;

das Evangelium soll dann allein

    Gesetz für das menschliche Leben sein;

und Friede sei wirklich alsdann auf der Erd’

und den Menschen ein Wohlgefallen beschert! …

und an unserm armen und elenden Schoß,

    geschwächt durch der niederen Klassen Los,

durch Mühsal und schweigende Sklavenschaft,

zeigt Gott seiner Wunder urewige Kraft. […]

Nach der Trennung von ihrem Mann 1913 lebte Ada Negri überwiegend im Ausland, vorwiegend in Zürich; aus dieser Zeit stammt ihr fünfter Gedichtband Esilio (Exil). Mit Beginn des Ersten Weltkrieges kehrte sie nach Italien zurück; in den folgenden Jahren gerieten die sozialistischen Ideen ihres Frühwerks in den Hintergrund, ihre Dichtung behandelte nun vornehmlich intimere Themen wie Liebe, Mutterschaft, Glauben, Einsamkeit und Tod.
1921 erschien ihr autobiografischer Roman Stella Mattutina, der verhängnisvollerweise von einem ihrer einstigen Weggefährten aus sozialistischen Kreisen, Benito Mussolini, rezensiert wurde. In die deutsche Ausgabe des Buches (Frühdämmerung. Die Geschichte einer Jugend, 1938) wurde Mussolinis relativ nichtssagender und ungelenker Text als Vorwort aufgenommen, was nach dem Ende des Nationalsozialismus zur Diskreditierung der Dichterin in Deutschland führte.

Grabstätte von Ada Negri in der Chiesa di San Francesco in Lodi

Ada Negri starb 1945 in Mailand, wo sie im Famedio des Cimitero Monumentale beigesetzt wurde. Am 3. April 1976 wurden ihre sterblichen Überreste nach Lodi überführt und in der Chiesa di San Francesco bestattet.

## Ehrung und Nachwirkung

Gedenktafel am Geburtshaus von Ada Negri am ehemaligen Palazzo Barni (heute Casa Cingia-Barni) in Lodi, Corso Roma 123–135 (damals Corso di Porta Cremonese 59)

1940 wurde Ada Negri – als erste Frau – in die Accademia Nazionale dei Lincei aufgenommen. In ganz Italien wurden Schulen (Cagliari, Lodi, Rom, Palermo, Villaricca etc.) und Straßen (Via Ada Negri in Anzio, Brescia, Camaiore, Desio, Lodi, Mailand, Prato, Rom, Turin etc.) nach ihr benannt.
1946 sollte der Hessenring im Fliegerviertel in Berlin-Tempelhof in Ada-Negri-Ring umbenannt werden; ein entsprechender Stadtplan war bereits gedruckt, die Initiative „Pazifisten gegen Flieger“ scheiterte jedoch im letzten Augenblick.
Seit der Jahrtausendwende vergibt die Stadt bzw. Kommune Lodi den mehrspartigen Premio Internazionale „Sulle Orme di Ada Negri“ (Internationaler Preis „Auf den Spuren von Ada Negri“, kurz Premio Ada Negri), der 2008 u. a. an den Schriftsteller und Literaturwissenschaftler Harald Hartung ging.
Es gibt Hunderte von Vertonungen der Gedichte Ada Negris von italienischen Komponisten, aber auch einige Werke nichtitalienischer Komponisten auf der Grundlage von Übersetzungen in andere Sprachen.
Die Schauspielerin Barbara Apolonia Chałupiec (1897–1987) wählte aus Verehrung für die italienische Dichterin den Künstlernamen Pola Negri.
Weshalb Ada Negri heutzutage gelegentlich als »die vergessene Königin der italienischen Poesie« bezeichnet werden muss, mag ein Zitat aus dem wissenschaftlichen (!) Aufsatz Rilke und das Italienische des Germanisten Alberto Destro (Bologna) veranschaulichen: „[…] Rilke liest und übersetzt weiter Gedichte von Ada Negri, die hauptsächlich als Erzählerin bekannt ist [sic; bis 1920 erschienen sieben (!) Gedichtbände, aber nur ein (!) Novellenband von Ada Negri] und als Lyrikerin wegen ihrer gefühlsbetonten Effekthascherei heute kaum lesbar erscheint. Einer ihrer Romane, Tempeste (Stürme) [sic; Tempeste ist ein Gedichtband, kein Roman], befindet sich in Rilkes Nachlassbibliothek […].“

## Werke
- Fatalità (1892), Gedichte
  - deutsch: Schicksal (1894, ins Deutsche übertragen von Hedwig Jahn; Digitalisat bei Google Books)
  - niederländisch: Noodlot (1896, ins Niederländische übertragen von Betsy Juta; Digitalisat bei Google Books)
  - armenisch: Ճակատագիր (1919, ins Armenische übertragen von Arsen Ghazikyan; Digitalisat bei Google Books)
- Tempeste (1894), Gedichte
  - deutsch: Stürme (1896, deutsch von Hedwig Jahn, Digitalisat bei Google Books)
- Maternità (1904), Gedichte
  - deutsch: Mutterschaft (1905, deutsch von Hedwig Jahn)
- Dal Profondo („Aus der Tiefe“ bzw. lat. „De profundis“, 1910), Gedichte
- Esilio („Exil“, 1914), Gedichte
- Le solitarie („Die Einsamen [Frauen]“, 1917), Novellen
- Orazioni („Reden“, 1918), 3 Reden
- Il libro di Mara („Das Buch von Mara“, 1919), Gedichte
  - englisch: The Book of Mara (New York 2011, übersetzt von Maria A. Costantini)
- Stella mattutina („Der Morgenstern“, 1921), literarisierte Autobiographie
  - deutsch: Frühdämmerung. Die Geschichte einer Jugend (1938, übersetzt von Kurt Stieler)
  - englisch: Morning star (New York 1930, übersetzt von Anne Day)
- Finestre alte („Hohe Fenster“, 1923), Novellen
- I canti dell’isola („Die Gesänge von der Insel“, 1924), Gedichte
  - englisch: Songs of the Island (New York 2011, übersetzt von Maria A. Costantini)
- Le strade („Die Straßen“, 1926), Prosa
- Sorelle („Schwestern“, 1929), Prosa
- Vespertina (etwa „Früher Abend“, 1930), Gedichte
- Di giorno in giorno („Von Tag zu Tag“, 1932), Reiseskizzen und Porträts
- Il dono („Das Geschenk“, 1936), Gedichte (ausgezeichnet mit dem Premio Firenze[15])
- Erba sul sagrato. Intermezzo di prose („Gras auf dem Kirchhof. Prosa-Intermezzo“, 1939), Prosa
- Fons amoris (lat. „Born der Liebe“, 1946), nachgelassene Gedichte (1939–1943)

## Werkausgaben
- Werkausgabe in 2 Bänden: Poesie (1948) und Prose (1954)
- Ausgewählte Lyrik und Prosa: Poesie e prose, ausgewählt, eingeleitet und kommentiert von Pietro Sarzana (Mondadori, Mailand 2020)[16]